# 美國海軍陸戰隊突襲兵團
海軍陸戰隊突襲兵團，前稱海軍陸戰隊特種作戰團（英語：Marine Special Operations Regiment，簡稱MSOR）是美國海軍陸戰隊的特種作戰部隊，目前受美國海軍陸戰隊特種作戰司令部（MARSOC）指揮和管轄。其“突襲兵”（Raider）的名字來自二戰期間的美國海軍陸戰隊突襲兵（Marine Raiders）。海軍陸戰隊突襲兵團作為MARSOC的主戰部隊，自成立以來參與了多次特種作戰，並與其他美國特種作戰部隊一樣，在反恐戰爭中擔任著舉足輕重的角色。

## 歷史

### 起源
海軍陸戰隊突襲兵團是由美國海軍陸戰隊於二戰期間的1942年創立的輕裝步兵單位，其主要作用是執行兩棲作戰，通常會使用充氣船作為運輸工具潛入敵陣執行秘密任務。其中第1海軍陸戰隊突襲兵營和第2海軍陸戰隊突襲兵營被認為是最早成立的美國特種作戰部隊，兩支部隊都參與了二戰的作戰任務。可是在1944年，海軍陸戰隊認為突襲兵的作用已經不大，因此便解散了這些部隊。

### 海軍陸戰隊特戰司令部第1分隊
在美國特種作戰司令部（USSOCOM）於1986年成立後，美國海陸空三軍都加入了該部門。但就美國海軍陸戰隊該否加入SOCOM一向是個爭論不休的議題。當時的海軍陸戰隊高層認為旗下的武裝偵察連（Force Recon）應該保留在海軍陸戰隊空陸特遣隊（MAGTF）的指揮架構之內，同時又認為成立一個精銳特種作戰單位會對一向被視為精兵的海軍陸戰隊有不利的影響，甚至會打擊整個部隊的士氣。在911襲擊後，美國發起了反恐戰爭，美國海軍陸戰隊開始重新評估戰略，同時時任國防部長唐納·倫斯斐和美國海軍陸戰隊司令詹姆斯·L·瓊斯在五角大樓落實了新的政策，促使了海軍陸戰隊與特種作戰司令部的合作。MARSOC的成立被認為是讓海軍陸戰隊融入SOCOM的最關鍵步伐，同時一支由86名陸戰隊員組成，名為“海軍陸戰隊特種作戰司令部第1分隊”（MCSOCOM Detechment One）的臨時分隊亦得以組建，以作為對海軍陸戰隊整合到SOCOM的前導實驗，它可被視為海軍陸戰隊突襲兵團的前身。該部隊主要由第1和第2武裝偵察連的隊員及其他被選中的支援人員所組成，他們被調派到海軍特種作戰司令部第1群所屬的海豹部隊服役。第1分隊在伊拉克與其他美軍特種作戰部隊一同執行了無數次特種作戰，後來SOCOM在分析該部隊的作戰表現後十分滿意，認為這個計劃十分成功，這些海軍陸戰隊員都有著很優秀的表現。
隨著MARSOC正式成立，第1分隊於2006年解散。2006年6月，MARSOC組織了它的第1個特種作戰連。

### 海軍陸戰隊特種作戰團
2006年2月，MARSOC在北卡羅來納州的勒讓軍營建立總部。不久，他們同時成立了第1和第2海軍陸戰隊特種作戰營，以及海軍陸戰隊特種作戰顧問組（MSOAG）。其中被分配到兩個特種作戰營服役的海軍陸戰隊員均來自武裝偵察連（Force Recon）。2009年4月，MSOAG被重新命名為“海軍陸戰隊特種作戰團”（MSOR），同時第1和第2海軍陸戰隊特種作戰營成為其附屬單位，原MSOAG內具備作戰能力的海軍陸戰隊員則被組編為MSOR內的第3海軍陸戰隊特種作戰營。每個營各由4個連所組成，而每個連則各有1支由114名海軍陸戰隊員組成的海軍陸戰隊特種作戰小隊 。

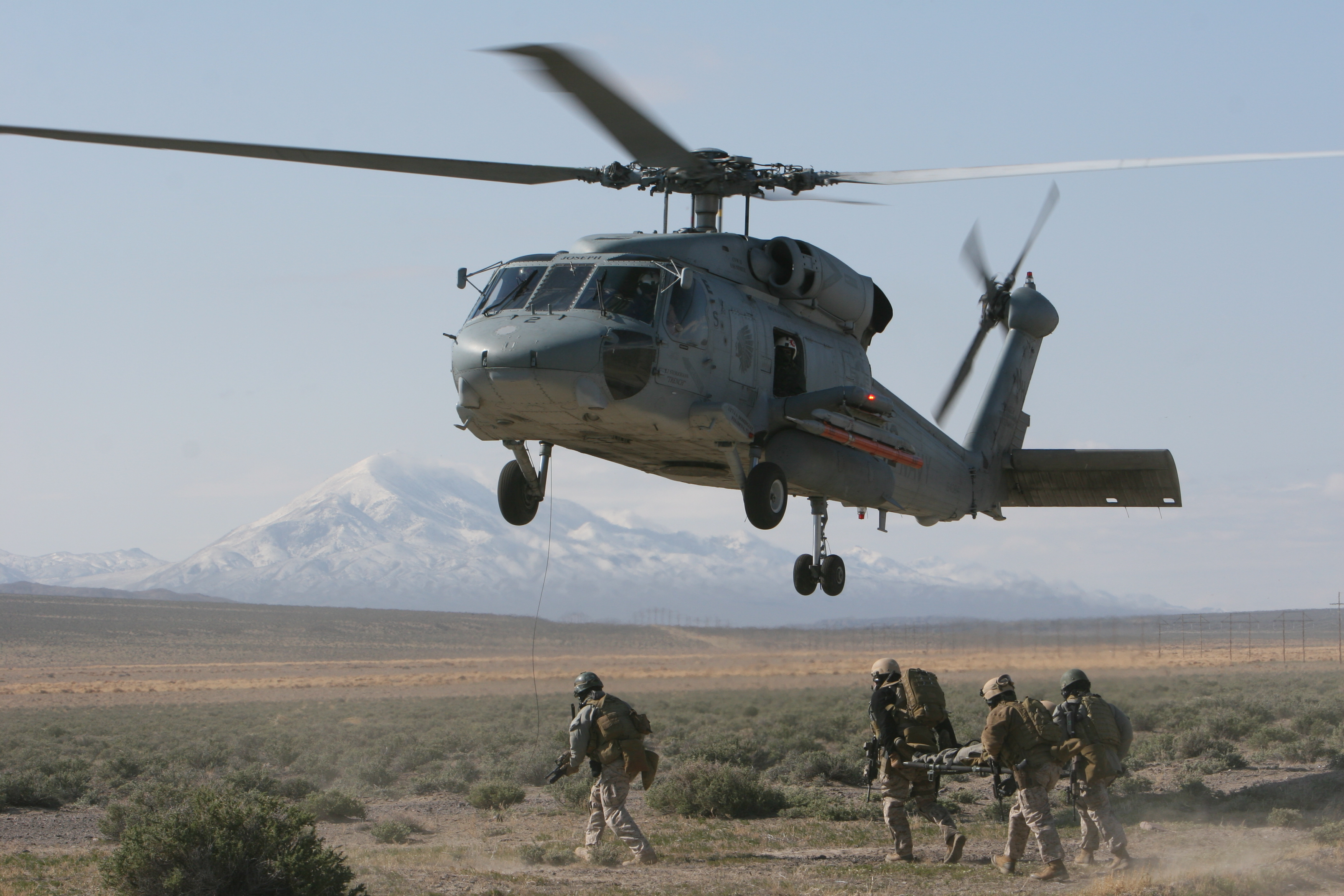
演習中的MARSOC幹員

突襲兵們的基本隸屬單位為各支由141人組成的海軍陸戰隊特種作戰小隊（MSOT）。MSOT內以每14人一組的方式組織成3個部份：本部（HQ）及兩支相同性質的戰術中隊。本部是由各1名以下職階的人員組成：特種作戰人員小隊領袖（SOO／上尉）、隊長（CSO軍士長）、作戰高級士官（CSO砲兵中士）、通訊高級士官。每支戰術分隊由1名部隊領袖（CSO上士）、3名關鍵技能幹員（CSO中士／下士），以及1名海軍特種兩棲偵察醫護兵（SARC）所組成。如有需要的話，各小隊能夠獨自執行任務，但它們同時保持著與較大規模的部隊（如MSOC或SOTF）合同作戰的能力，情況跟美國陸軍特種部隊的ODA／B（作戰分遣隊）編制相近。
海軍陸戰隊特種作戰團於2007年被首次部署到阿富汗，期間發生了誤殺平民的事件而引起爭議。

### 海軍陸戰隊突襲兵團
2014年，海軍陸戰隊特種作戰團及其附屬單位宣佈將會改名為“海軍陸戰隊突襲兵”（Marine Raiders） 。然而由於行政延誤，部隊於2015年6月19日才完成改名。
來自第3突襲兵團的一名突襲兵在2015年巴馬科麗笙酒店遇襲事件期間率領一支馬里特種部隊拯救了近150名被伊斯蘭馬格里布蓋達組織脅持的人質，他事後獲頒發銀星章。
在堅定決心行動期間，海軍陸戰隊突襲兵團曾被部署到伊拉克打擊伊斯蘭國，他們也參與了摩蘇爾之戰。
2017年，海軍陸戰隊突襲兵團參與了馬拉維之戰，協助菲律賓軍方從伊斯蘭國武裝份子手上解放馬拉維。
2019年2月，“海軍陸戰隊時報”的報導指MARSOC成立13年期間已在13個國家進行了300次部署，獲得了超過300個英勇獎項，當中有43名突襲兵（包括兩隻軍犬）在訓練和作戰期間殉職。

## 已知裝備

一名手持Mk 18 Mod 1卡賓槍的突襲兵

### 個人武器

#### 突擊步槍／戰鬥步槍
| 武器名稱  | 原產地 | 備註                                     |
| --------- | ------ | ---------------------------------------- |
| Mk 18     | 美国   | 現役為Mod 1型                            |
| M4A1      | 美国   | 現役的步槍配備SOPMOD Block II或URG-I套件 |
| FN SCAR H | 比利时 | 命名為“Mk 17 Mod 0”                      |

#### 狙擊步槍
| 武器名稱    | 原產地 | 備註                  |
| ----------- | ------ | --------------------- |
| M40         | 美国   | 現役為A6型            |
| Mk 13 Mod 5 | 美国   | 已被Mk 13 Mod 7所取代 |
| Mk 13 Mod 7 | 美国   | -                     |
| Mk 22 ASR   | 美国   | -                     |
| Mk 11 Mod 0 | 美国   | 已退役                |
| M39 EMR     | 美国   | 已退役                |
| Mk 11 Mod 2 | 美国   | -                     |
| Mk 20 SSR   | 比利时 | -                     |
| M82A3       | 美国   | 反器材步槍            |

#### 輕機槍／通用機槍
| 武器名稱 | 原產地 | 備註 |
| -------- | ------ | ---- |
| Mk 48    | 美国   | -    |

#### 霰彈槍
| 武器名稱 | 原產地 | 備註         |
| -------- | ------ | ------------ |
| M870     | 美国   | 主要用作破門 |

#### 手槍
| 武器名稱   | 原產地 | 備註   |
| ---------- | ------ | ------ |
| M9／M9A1   | 義大利 | 已退役 |
| M007       | 奥地利 | -      |
| M18        | 美国   | -      |
| M45 SOC    | 美国   | 已退役 |
| M45A1 CQBP | 美国   | -      |

#### 榴彈發射器
| 武器名稱 | 原產地 | 備註                     |
| -------- | ------ | ------------------------ |
| M203     | 美国   | 下掛在M4A1下，已退役     |
| M320     | 美国   | 可下掛在步槍下或單獨使用 |
| M32 MGL  | 南非   | -                        |

### 反裝甲武器
| 武器名稱        | 原產地 | 備註               |
| --------------- | ------ | ------------------ |
| M72 LAW         | 美国   | 用完即棄           |
| M3 MAAWS        | 瑞典   | -                  |
| FGM-148標槍飛彈 | 美国   | 自主導引，用完即棄 |

### 個人裝備
- 作戰服
  -  沙漠迷彩制服（英语：Desert Camouflage Uniform）（已退役）
  -  Drifire作戰服（美國林地迷彩（英语：U.S. Woodland）樣式）
  -  MARPAT（英语：MARPAT）樣式FROG（英语：Flame Resistant Organizational Gear）作戰服
  -  Crye Precision G3作戰服（多地形迷彩樣式；2024年海軍陸戰隊下令隊員禁用多地形迷彩）[13]
- 戰術頭盔
  -  MICH-2000（已退役）
  -  輕量化頭盔（已退役）
  -  Crye Precision Airframe Helmet（已退役）
  -  Ops-Core FAST Maritime（卡其色塗裝）
  -  Ops-Core FTHS（卡其色塗裝）
- 抗噪耳機
  -  3M Peltor Comtac III
  -  3M Peltor Comtac V
  -  MSA Sordin
- 夜視儀
  -  AN/PVS-15
  -  AN/PVS-31
- 攜板背心
  -  Crye Precision JPC／JPC 2.0（多地形迷彩及卡其色樣式）
  -  Crye Precision AVS（多地形迷彩及卡其色樣式）
- 無線電
- 各種手榴彈
- 戰鬥刀

## 另見
- 美國海軍陸戰隊武裝偵察部隊
- 美國海軍陸戰隊特種作戰司令部
- 美國海軍陸戰隊關鍵技能幹員

## 外部連結
- Marine Raider Regiment homepage （页面存档备份，存于）
- MARSOC homepage （页面存档备份，存于）
- https://www.marsoc.com （页面存档备份，存于）
- ShadowSpear Special Operations MSOR Page
- http://www.military.com/special-operations/joining-marsoc-faq.html （页面存档备份，存于）
- http://www.americanspecialops.com/marsoc/marsoc-selection-training.php （页面存档备份，存于）
- http://sadefensejournal.com/wp/?p=1102 （页面存档备份，存于）